# (164589) La Sagra
(164589) La Sagra es un pequeño asteroide del cinturón de asteroides; dicho nombre fue aceptado por la Unión Astronómica Internacional a propuesta de sus descubridores, investigadores del Observatorio Astronómico de Mallorca (España).
Descubierto el 11 de agosto de 2007 desde el Observatorio astronómico de Sierra de La Sagra (Granada), es el único hallado desde este centro de investigación que lleva nombre debido al largo período que se requiere antes de disponer de una órbita fiable. Fue bautizado con este nombre para inmortalizar la montaña homónima (con una altura de 2.382 m s. n. m.) en cuya ladera norte se encuentra enclavado el observatorio.
El asteroide es una pequeña roca irregular cuyo diámetro puede determinarse, de su albedo, entre 3 y 5 km: es, por tanto, similar a la montaña a la que recuerda con su nombre.
Situado entre las órbitas de Marte y Júpiter, a una distancia media de 2,44 unidades astronómicas del Sol, recorre su órbita en un período de 1395,57 días (3,82 años) en una órbita con una excentricidad moderada.

## Elementos orbitales
Sus elementos orbitales son los siguientes:
- semieje mayor (a): 2.4440094 U.A.
- excentricidad (e): 0.2188277
- inclinación (i): 1.33832º
- perihelio (q): 1.9091924 U.A.
- afelio (Q): 2.9788264 U.A.
- nodo ascendente (Ω): 128.33495º
- argumento del perihelio: 175.22819º
- anomalía media (M): 88.74467º
- movimiento: 0.25795846 grados/día
- magnitud absoluta (H): 16,6

En un acto oficial celebrado el 14 de junio de 2008 se dio a conocer al público el nombre del nuevo asteroide.